# 江苏省司法厅
江苏省司法厅是江苏省人民政府的组成部门、主管江苏省司法行政工作的省级司法行政机关。

## 歷史
1955年，江苏省司法厅成立。1959年，江苏省司法厅被撤销，原所辖工作移归法院管辖。1980年1月，江蘇省人民政府決定恢復江苏省司法厅。